# Duca di Ciudad Rodrigo
Duca di Ciudad Rodrigo è un titolo nobiliare della nobiltà spagnola, detenuto dalla casata del Duca di Wellington.

## Storia

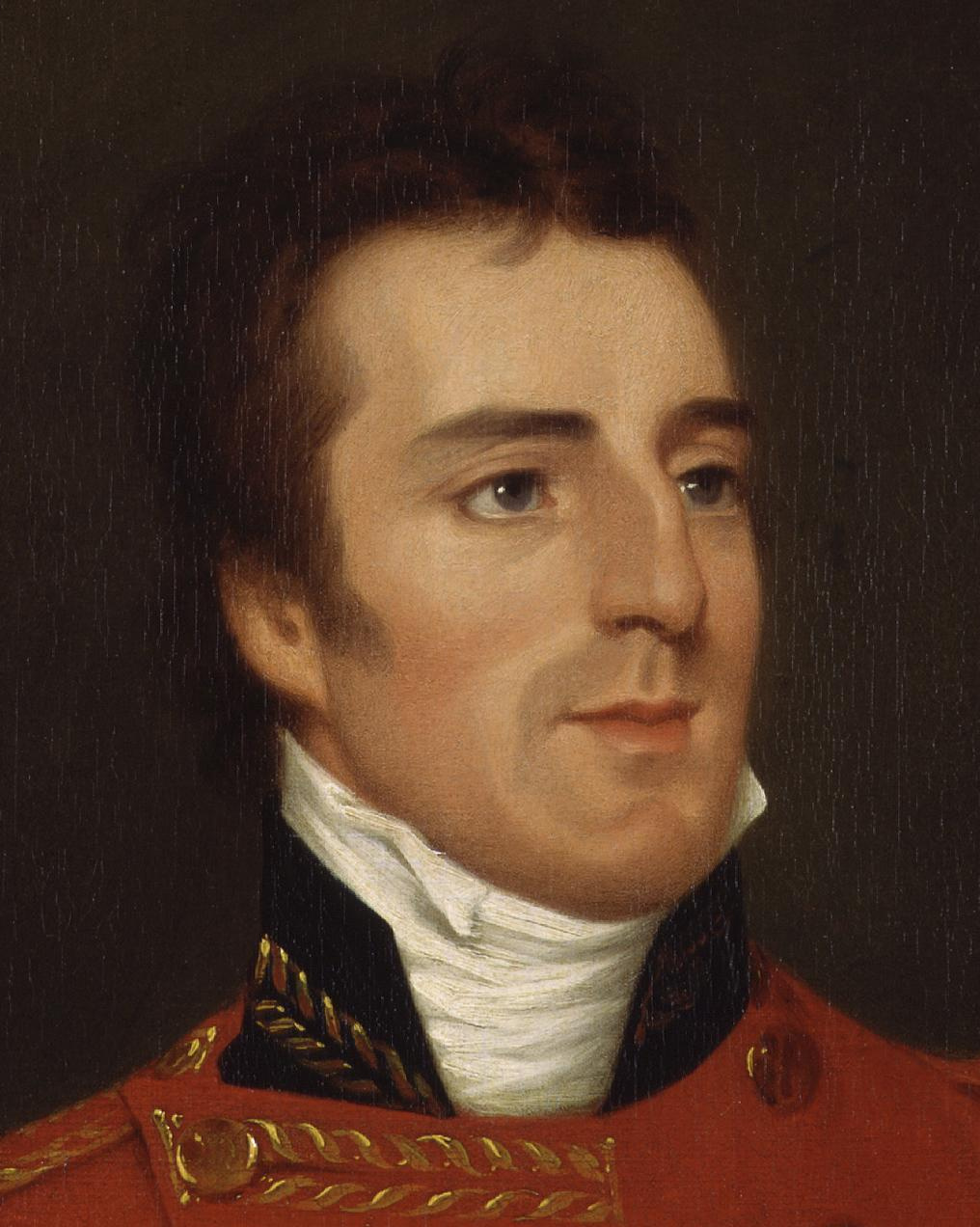
Il maresciallo Wellington, primo duca di Wellington (parìa del Regno Unito) e primo duca di Ciudad Rodrigo (nobiltà spagnola)

Il titolo di Duca di Ciudad Rodrigo, unitamente a quello di Grande di Spagna di I classe, venne conferito nel gennaio del 1812 dall'allora re in esilio Ferdinando VII di Spagna a seguito della grandiosa vittoria del maresciallo presso l'assedio di Ciudad Rodrigo, come titolo della vittoria.
Storicamente, questo titolo nobiliare è ancora oggi detenuto dai membri maschi della famiglia del duca di Wellington. Ad ogni modo, nel 2006 la Spagna ha cambiato le proprie leggi di successioni e pertanto il titolo può oggi essere concesso ad un erede in generale, con preferenza però a maschi, mentre i duchi di Wellington secondo il sistema inglese mantengono la prerogativa unicamente maschile sui loro titoli. Per le differenze esistenti a livello legislativo, dunque, i titoli si sono separati nel corso della storia una volta, nel caso di Anne Maud Rhys, VII duchessa di Ciudad Rodrigo, la quale dopo la morte del fratello ne ottenne la reggenza, mentre suo zio divenne VII duca di Wellington. Anne Maud Rhys successivamente cedette il proprio titolo nobiliare spagnolo al VII duca di Wellington, che divenne pertanto anche VIII duca di Ciudad Rodrigo.
Nel 2010, l'VIII duca di Wellington e IX duca di Ciudad Rodrigo cedette il proprio titolo nobiliare spagnolo al figlio primogenito, Charles Wellesley, marchese di Douro, premurandosi però di informare di questo le autorità spagnole il 10 marzo 2010. Re Juan Carlos di Spagna, attraverso un suo ministro, garantì la successione del ducato al marchese di Douro per Decreto Reale del 21 maggio 2010. Come risultato, attualmente Charles Wellesley, IX duca di Wellington è il X duca di Ciudad Rodrigo. 
In base al decreto reale del 21 maggio 2010, l'erede apparente al ducato di Ciudad Rodrigo è l'attuale figlio primogenito del X duca, Arthur Wellesley, conte di Mornington. Lord Mornington a sua volta ha due gemelli: una femmina, Lady Mae Madeleine Wellesley, ed un maschio, Arthur Darcy Wellesley, visconte Wellesley. Le Cortes Generales hanno stabilito dal 2006 l'approvazione della legge che abolisce la legge salica pur mantenendo una preferenza alla primogenitura maschile. Pertanto, il primo nato dei due gemelli di Lord Mornington sarà il successore ed erede apparente del ducato di Ciudad Rodrigo indipendentemente dal sesso.

## Duchi di Ciudad Rodrigo (dal 1812)
- Arthur Wellesley, I duca di Ciudad Rodrigo (1769–1852) dal 1812
- Arthur Richard Wellesley, II duca di Ciudad Rodrigo (1807–1884) dal 1852
- Henry Wellesley, III duca di Ciudad Rodrigo (1846–1900) dal 1884
- Arthur Charles Wellesley, IV duca di Ciudad Rodrigo (1849–1934) dal 1900
- Arthur Charles Wellesley, V duca di Ciudad Rodrigo (1876–1941) dal 1934
- Henry Valerian George Wellesley, VI duca di Ciudad Rodrigo (1912–1943) dal 1941
- Anne Wellesley, VII duchessa di Ciudad Rodrigo (1910–1998) dal 1943, cedette il titolo a suo zio nel 1949
- Gerald Wellesley, VIII duca di Ciudad Rodrigo (1885–1972) dal 1943, cedette il titolo a suo figlio nel 1968
- Arthur Valerian Wellesley, IX duca di Ciudad Rodrigo (1915–2014) dal 1972, cedette il titolo a suo figlio nel 2010
- Arthur Charles Valerian Wellesley, X duca di Ciudad Rodrigo (n. 1945) dal 2010

L'erede apparente dell'attuale detentore del titolo è Arthur Wellesley, conte di Mornington.